# Wyspa na Zimnych Wodach

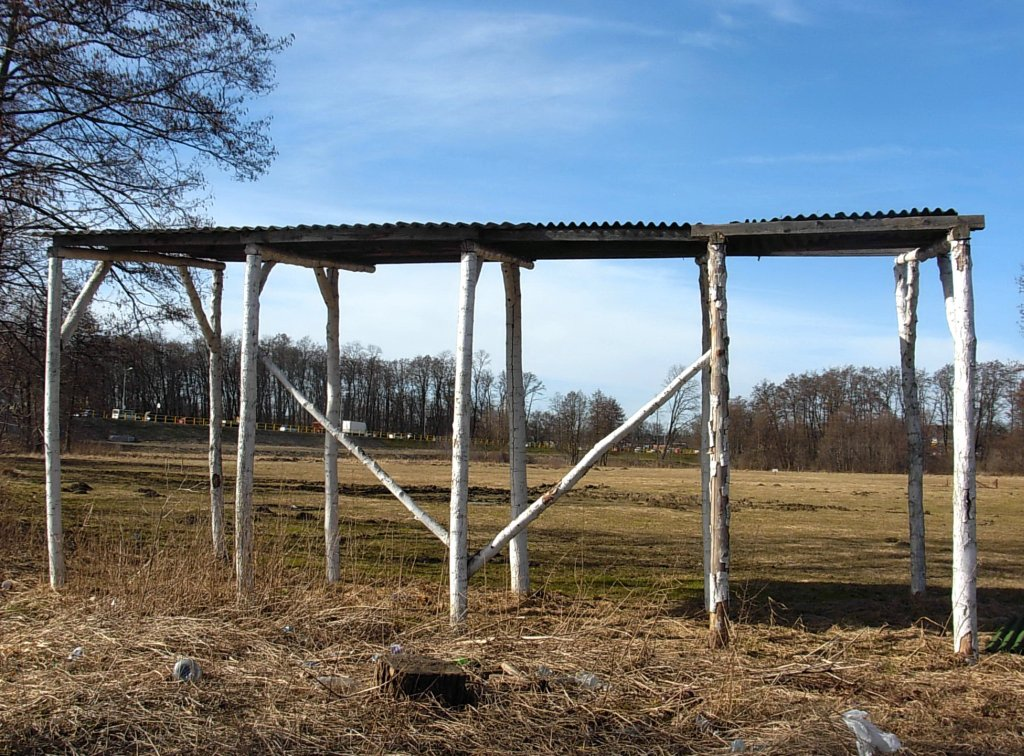
Prowizoryczna wiata dla golfistów

Wyspa na Zimnych Wodach – wyspa rzeczna w Bydgoszczy, o powierzchni 11,3 ha (450 m x 250 m).
Wyspa jest częściowo zadrzewiona lasem łęgowym. W centralnej części wyspy znajduje się łąka o powierzchni 3,5 ha.
Z uwagi na starodrzew i trudno dostępny (zwłaszcza w części zachodniej) las łęgowy, wyspa jest ostoją ptaków wodnych. Natomiast w okresie zimowym jest jednym z głównych noclegowisk ptaków krukowatych w Bydgoszczy.
Plan Rewitalizacji i Rozwoju Bydgoskiego Węzła Wodnego przewiduje budowę w sąsiedztwie wyspy przystani oraz nabrzeża cumowniczego dla jednostek wodnych.

## Położenie
Wyspa położona jest na Brdzie, we wschodniej części Bydgoszczy, na osiedlu Zimne Wody. W poprzek wyspy prowadzi ul. Sporna, która poprzez groblę łączy się na północy z ul. Fordońską, a na południu poprzez most na Brdzie i odcinek ulicy o długości 475 m z ul. Toruńską. Na północnym nabrzeżu wyspy znajduje się bydgoski port rzeczny.

## Historia
W miejscu wyspy znajdował się półwysep otoczony od północy dużym zakolem Brdy (o długości 1,3 km). Zakole tworzyło przeszkodę trudną do pokonania i niebezpieczną dla żeglugi i spławu drewna. Do regulacji rzeki w tym miejscu dążył od lat 70. XIX wieku Urząd Budownictwa Wodnego w Bydgoszczy, ale realizacja tego zadania napotykała na trudności, głównie ze strony właścicieli gruntów na Kapuściskach.
W 1891 r. powstało Bydgoskie Towarzystwo Żeglugi Holowniczej, które przejęło prawa i obowiązki Gminy Miejskiej Bydgoszcz, wynikające z zawartej przez nią umowy z pruskim Skarbem Państwa. Według umowy państwo pruskie było zobowiązane do poprawy stanu dróg wodnych między Wisłą a Odrą, wykonania przekopu w łuku dolnej Brdy i do odstąpienia spółce obu martwych ramion rzeki.
W zamian przedsiębiorstwo żeglugowe miało założyć na lewym brzegu Brdy rzeczny port przeładunkowy i wyposażyć go we wszystkie niezbędne urządzenia.
Aby pomóc w przezwyciężeniu trudności, Towarzystwo Żeglugi wykupiło teren Kapuścisk niezbędny do budowy przekopu i przekazało go bezpłatnie do dyspozycji Skarbu państwa pruskiego. Kanał o długości 600 m (obecnie główne koryto rzeki), skracający meander Brdy wykonał w 1897 r. Urząd Budownictwa Wodnego w Bydgoszczy na koszt rządu pruskiego. Bydgoskie Towarzystwo Żeglugi Holowniczej wybudowało natomiast w latach 1898–1901 drogę w poprzek nowo powstałej wyspy wraz z dwoma stalowymi mostami oraz urządziło port rzeczny na północnym nabrzeżu odciętego starorzecza Brdy.
Zarówno przekop Brdy, jak i budowa drogi i przepraw mostowych miało duże znaczenie komunikacyjne dla całej Bydgoszczy.
W 2005 r. na łące w centralnej części wyspy urządzono pole golfowe dla początkujących wraz z niewielką wiatą. Obecnie przez wyspę prowadzi ul. Sporna z mostem nad sztucznym przekopem rzeki i groblą w miejscu starorzecza Brdy.

## Walory przyrodnicze
W „Programie Ochrony Środowiska dla miasta Bydgoszczy na lata 2013-2016 z perspektywą do 2020 roku” wyspę na ul. Spornej wskazano jako obszar mieszczący cenne siedliska przyrodnicze, nie objęty jednak ochroną prawną. Występuje tu mozaika siedlisk: łęgi jesionowo-olszowe ze starodrzewiem, podmokłe łąki oraz ziołorośla. Brzegi wyspy porastają rozlegle szuwary. Stwierdzono tu występowanie 66 gatunków ptaków, w tym 54 lęgowych. Występują tu gatunki wyjątkowo rzadkie, np.: krakwa, perkozek, wodnik, dzięcioł zielony, brzęczka.